# Німців Мирослав-Данило
Миросла́в-Дани́ло Ні́мців (13 вересня 1910 Перемишль) — польський (американський) архітектор. Проживаючи на еміграції, продовжував і розвивав українські традиції будівництва церков, перервані московською окупацією на батьківщині. Автор проєкту храму УГКЦ у Люрді (Франція). 

## Біографія
Народився 13 вересня 1910 року в Перемишлі. Там же навчався у початковій школі і закінчив гімназію (1928). Завдяки допомозі митрополита Андрея Шептицького вступив на архітектурний факультет Львівської політехніки. Поза навчальною програмою вивчав тогочасне українське церковне будівництво, та його історію. Виконав ряд проектів. Співпрацював як практикант із Євгеном Нагірним на при спорудженні церкви в Перемишлі (1934-1935), а пізніше із Оттоном Федаком при будівництві церкви в Миколаєві (нині Львівська область). Завершив навчання 1937 року. Працював асистентом на архітектурному факультеті Політехніки (1940—1941). Від 1944 року переїхав до Відня. Там пройшов навчання у «Школі майстрів архітектури» Віденської політехніки (1945—1946), а наступного року здобув диплом художника-декоратора у Віденській академії мистецтв. 1948 року переїхав до США. Працював у різних проектних організаціях. 1955 року отримав громадянство США, а 1957 року — право на самостійну архітектурну практику у штаті Каліфорнія. 1962 року став членом Американського інституту архітекторів. Брав участь у проектуванні та спорудженні низки громадських та житлових споруд. За проектами Данила Німціва збудовано 12 церков у США, а також у Бразилії та Франції. Як результат досліджень була видана праця «Традиція архітектури українських церков» (1982). Підготував рукопис монографії «Церкви Перемишля», котра містить ряд реконструкцій, що базуються на історичних та археологічних даних.
Будівлі

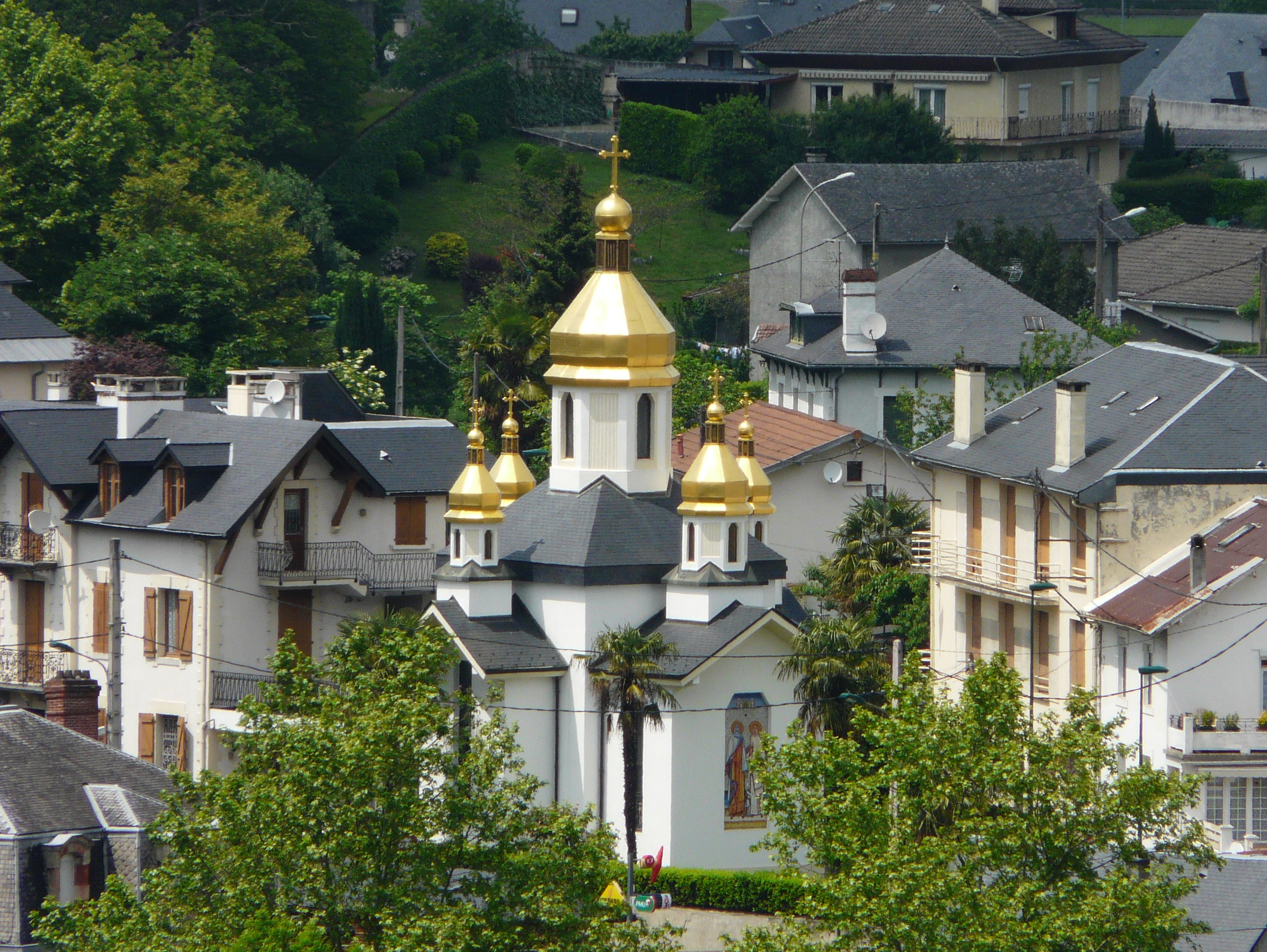
Церква Успіння Богородиці у Лурді

- Греко-католицька церква Богоявлення у Рочестері, штат Нью-Йорк (1971). Хрещатого типу із дуже вкороченими приділами. Увінчана п'ятьма грушоподібнии банями. У цокольному поверсі влаштовано громадський центр із залом на щонайменше 425 місць та рядом допоміжних приміщень.
- Греко-католицька церква Пресвятої Богородиці у Лякаванні, штат Нью-Йорк (1974). Являє собою варіант тридільної церкви. Незвичним є трапецієподібний план, який можна вписати у прямоутник розмірами 22 × 23 м. Висота храму — 13,5 м. Фасад почленований елементами, які імітують контрфорси. Громадський центр оформлений у вигляді будівлі, яка примикає до лівого крила.
- Греко-католицький собор Пресвятої Родини у Вашингтоні, збудований 1982 року за конкурсним проектом від 1975. Комплекс складається із храму та окремої дзвіниці. У цокольному поверсі храму влаштовано громадський центр із рядом приміщень найрізноманітнішого призначення. Центр займає велику площу і його перекриття утворюють терасу навколо церкви, на якій розміщено дзвіницю. Сам храм прямокутний у плані, однак його силует і членування фасадів створюють враження тридільності.
- Церква Успіння Пресвятої Богородиці в Лурді, що відноситься до екзархату УГКЦ у Франції (1982). Хрещата у плані, розмірами 11 × 11,2 м.
- Православний собор святого Андрія Первозванного у Вашингтоні, дільниці Сільвер-Спрінг (1986). Витягнутий однонавний храм із розмірами плану 13 × 25 метрів. Окрім головного входу має два бічних. П'ятиглавий, однак з навою єдиний простір творить лише центарльна глава. Має прибудовану паламарку, ризницю та притвор. Поруч збудовано окрему споруду громадського центру із залом на 550 місць, гардеробом, офісами, технічними приміщеннями. Разом споруди утворюють єдиний комплекс.
- Архітектурна частина проекту пам'ятника Шевченкові в Бразилії, у місті Прудентополіс. Співавтор Жонел Юрк, скульптор Леонід Молодожанин. Урочисто відкритий 3 грудня 1989 року.[1]
- Церква Святої Трійці у Кампо-Муаро, штат Парана, в Бразилії.
- Церква Богородиці у м. Ітапара, провінція Парана, Бразилія (1982).
- Церква Василія Великого в Брагатінзі, Бразилія (1986).
- Дерев'яна церква Архістратига Михаїла у Дженкінтауні, штат Пенсільванія (1992). Хрещата у плані, розмірами 27 × 23 м. Висота 17,5 м. Формами наслідує дерев'яні церкви гуцульського типу. Увінчана центральною банею із прозорим (заскленим) барабаном і ліхтарем. На гребенях дахів розміщено ще чотири сліпі ліхтарі.

Нереалізовані проекти
- Два конкурсні необарокові проекти відбудови семінарської церкви Святого Духа у Львові на вулиці Коперника (1942).
- Нагорода за проект пам'ятника Шевченкові у Вашингтоні (1962, скульптор В. Сімянцев).[2]
- Греко-католицька церква в Єрусалимі (1970).
- Церква в Бані-Луці, в Боснії (1983).
- Декілька проектів церков у США.

Статті
- Образки з Дрогобича // Дрогобиччина — земля Івана Франка. — Ню Йорк—Париж—Сидней—Торонто, 1973.
- Собор князя Володаря в Перемишлі // Патріярхат. — 1979. — № 5.
- Традиція архітектури українських церков // Альманах Українського Народного Союзу. — 1982. — № 72.
- Археологічно-архітектурні розкопи княжого Перемишля // Interpido pastori. — Roma, 1984.
- Хто розвалив Успенський собор у Києві // Вісник інституту «Укрзахідпроектреставрація». — 2002. — № 12.